# Krigsvägrare
Krigsvägrare är en svensk juridisk term för en desertör från andra länder. Mellan 1976 och 1996 hade krigsvägrare giltigt skäl att söka asyl i Sverige. De unga amerikaner som flytt från amerikansk militärtjänstgöring för att slippa gå ut i Vietnamkriget och sedan inte kunde återvända hem, var troligen en starkt bidragande orsak till denna lagändring. När utlänningslagen ändrades 1997, togs krigsvägran och de facto-flyktingskap bort som grund för asyl.[källa behövs]
Som krigsvägrare räknades personer som flytt från en krigsskådeplats, eller som höll sig undan för att slippa militärtjänstgöring. Krigsvägrare ska inte blandas ihop med flyktingar, civilpersoner som flyr undan krig.
Denna svenska lag hindrar inte att svenska värnpliktiga inte tillåts lämna sin position på eget beslut, särskilt inte i krig. Motiveringen för lagen om krigsvägrare kan vara de mycket hårda straff som ofta finns för desertörer i många länder, mycket hårdare än i Sverige.